# Созонович, Августа Павловна
Августа Павловна Созонович  (Сазанович) (1833, Ялуторовск, Российская империя — ?) — русская писательница, автор мемуаров, воспитанница декабриста М. И. Муравьёва-Апостола.

## Биография
Отцом Августы Созонович был офицер уланского полка Бугского военного поселения П. Г. Созонович, отправленный на каторгу в Сибирь за нанесение вышестоящему офицеру оскорбления действием. После каторги он поселился в Ялуторовске, где женился на местной жительнице.
Августа родилась в Ялуторовске в 1833 году. После смерти матери она стала воспитанницей в доме декабриста М. И. Муравьёва-Апостола, у которого не было собственных детей (единственный сын умер во младенчестве). Вместе с Августой у Муравьёва-Апостола воспитывалась дочь умершей бедной ялуторовчанки Анна Бородинская. Августа выросла в кругу ссыльных декабристов И. И. Пущина, Е. П. Оболенского, И. Д. Якушкина, А. В. Ентальцева, Н. В. Басаргина, В. К. Тизенгаузена, где её называли Гутенька. Она получила домашнее образование, окончила школу, учреждённую Якушкиным, и сама преподавала в этой школе. Пущин писал в письме: «Я вижу Гутеньку в полном блеске педагогии и восхищаюсь».
В 1856 году Созонович вместе с Муравьёвым-Апостолом уехала в европейскую Россию. В 1860 году Муравьёв-Апостол получил разрешение удочерить обеих воспитанниц при условии, что они будут носить фамилию Матвеевы, однако Созонович оставила фамилию, полученную от отца. По другим данным, Муравьёв-Апостол не получил разрешения на удочерение воспитанниц.
Созонович не вышла замуж, в середине 1860-х годов она переехала в Санкт-Петербург, зарабатывала репетиторством и переводами. Во время Русско-турецкой войны была сестрой милосердия. После возвращения с войны ухаживала за старым и ослепшим на один глаз Муравьёвым-Апостолом, который диктовал ей свои воспоминания. Созонович публиковала материалы, посвящённые декабристам, в журналах «Русский архив» и «Русская старина».
Созонович была знакома с писателем Ф. М. Достоевским и его женой А. Г. Достоевской. Она передала Достоевской, которая коллекционировала рукописи известных людей, письма М. А. Бестужева и М. А. Фонвизина.
В конце жизни Созонович написала два мемуарных очерка о декабристах: «Заметки… по поводу статьи К. М. Голодникова „Государственные преступники в Кургане“» и «Из воспоминаний». Созонович также занималась живописью, сохранилась её картина, на которой изображён дом Пущина в Ялуторовске.
Место и дата смерти Созонович неизвестны.

## Творчество
Мемуарные очерки Созонович о декабристах опубликованы в 1907 году историком П. М. Головачёвым. Кроме того, в 86-м томе серии «Литературное наследство» (1973) опубликованы письма Созонович к Достоевской, а в XVI томе альманаха «Российский архив» (2007) — письма к адвокату Н. В. Баснину.
Головачёв при публикации мемуарных очерков Созонович писал:
Воспоминания А. П. Созонович… весьма важны для характеристики Оболенского, Ентальцевых, Пущина и Якушкина. Они также дают представление о тех сибиряках, с которыми декабристам пришлось столкнуться в Ялуторовске.
По мнению филологов Л. Г. и Ю. М. Беспаловых, ценность очерков Созонович «в живом повествовании о жизни декабристов в Ялуторовске» и в изображении «характерных черт некоторых декабристов». Созонович отметила неточности в статье Голодникова, который сообщал о том, что якобы ялуторовчане срубили установленный Якушкиным ветромер, и неверно изобразил Пущина и Оболенского. Она рассказала о священнике С. Я. Знаменском, который помогал декабристам, и о местном механике-самоучке Расманове.

## Сочинения
- Достоевский в неизданной переписке современников (1837—1881) // Ф. М. Достоевский: Новые материалы и исследования. — М.: Наука, 1973. — С. 349—564. — 790 с. — (Литературное наследство. Том 86).
- [Созонович А. П.] Из воспоминаний А. П. Созонович; Заметки А. П. Созонович по поводу статьи К. М. Голодникова «Государственные преступники в Кургане», помещённой в 12 № «Истор. вест.» 1888 г. (об Ентальцевых, И. Д. Якушкине, протоиерее Знаменском, кн. Е. П. Оболенском) // Декабристы: Материалы для характеристики / Под ред. П. М. Головачёва. — М.: Типолитография Н. И. Гросман и Г. А. Вендельштейн, 1907. — С. 117—171. — 176 с.
- Из переписки М. И. Муравьёва-Апостола с А. П. Созонович; Два письма А. П. Созонович к Н. В. Баснину // Российский архив: История Отечества в свидетельствах и документах XVIII—XX вв.: Альманах. — М.: Тритэ, 2007. — Т. XVI. — С. 564—585. — 752 с.